# Heliotropium sphaericum
Heliotropium sphaericum är en strävbladig växtart som beskrevs av L.A. Craven. Heliotropium sphaericum ingår i Heliotropsläktet som ingår i familjen strävbladiga växter. Inga underarter finns listade i Catalogue of Life.